# Frang Bardhi
Frang Bardhi (latino Franciscus Blancus, italiano Francesco Bianchi) (Kallmet, 1606 – 1644) è stato un vescovo cattolico albanese, autore del primo dizionario della lingua albanese.
Bardhi fu il primo lessicografo, folklorista ed etnografo albanese conosciuto finora.

## Biografia
Studiò presso il Seminario di Loreto in Italia e fu vescovo di Sapa.
Di famiglia clericale di Zadrima, si affaccia alla soglia del mistero sacerdotale con un vocabolario di 5.000 parole, il primo della letteratura albanese, compilato durante gli anni di filosofia e teologia. È intitolato Dictionarium latino-epirocum una cum nonnullis usitatioribus loquendi formulis, fu stampato a Roma nel 1635, quando era ancora alunno.
Papa Urbano VIII, il 17 dicembre 1635, lo nominò vescovo di Sapë. La sua consacrazione episcopale avvenne il 30 marzo 1636, per mano del cardinale Ciriaco Rocci. Co-consacranti furono Giovanni Battista Altieri, già vescovo di Camerino e futuro cardinale, e Ottavio Broglio, vescovo di Asti.
Divenne vescovo senza essere mai stato parroco, ma nella cura del dizionario aveva già dimostrato delle sollecitudini episcopali, perché con il suo lessico volle dare aiuto ai poveri preti delle montagne albanesi che mal comprendevano il latino e non sempre capivano i testi dell'ufficiatura e della messa. Intendeva dare lo strumento sufficiente affinché si potessero fare ulteriori traduzioni di libri sacri per difendere il cristianesimo.
Non trascurò la parte pratica del dizionario, vi aggiunse: i numeri e i nomi di parentela, nomi di città e di villaggi, parti del discorso e infine dei proverbi, delle sentenze e delle forme di saluto. Il dizionario di Bardhi è di basilare importanza per la storia della lingua albanese, e apre con serietà la lessicografia albanese.

## Genealogia episcopale
La genealogia episcopale è:
- Cardinale Tolomeo Gallio
- Vescovo Cesare Speciano
- Patriarca Andrés Pacheco
- Cardinale Agostino Spinola
- Cardinale Giulio Cesare Sacchetti
- Cardinale Ciriaco Rocci
- Vescovo Frang Bardhi